# Youssef El-Arabi
Youssef El-Arabi (in arabo يوسف العربي‎?; Caen, 3 febbraio 1987) è un calciatore marocchino, attaccante del Nantes.

## Caratteristiche tecniche
Gioca prevalentemente come centravanti, ma può essere schierato anche da seconda punta. È molto abile e rapido nei movimenti e inoltre ha un ottimo fiuto del goal.

## Carriera

### Club
Nato a Caen da genitori marocchini originari di Kelaat Mgouna, cresce nelle giovanili della squadra locale, il Caen.
Dopo aver debuttato in seconda squadra nel 2007 e aver collezionato 48 presenze e 15 gol in due stagioni, debutta anche in prima squadra, il 20 dicembre 2008 contro l'Olympique Lione.
Con la maglia del club gioca in totale 79 gare, mettendo a segno trenta reti. Queste prestazioni gli permettono di aver addosso gli occhi di club più prestigiosi e, il 13 giugno 2011, si trasferisce in Arabia Saudita all'Al-Hilal.
Il 15 luglio 2012 fa ritorno in Europa, venendo ceduto per 5 milioni di euro al Granada, divenendo all'atto della firma l’acquisto più oneroso nella storia del club andaluso.
Alla sua stagione d'esordio con la compagine biancorossa si distingue come miglior marcatore stagionale, realizzando otto reti in campionato. L'annata successiva ne segna la definitiva consacrazione: con dodici marcature complessive, conferma il proprio ruolo di capocannoniere della squadra per il secondo anno consecutivo. In stagione si distingue la sua prestazione dell'8 novembre 2012 contro il Malaga, in cui mette a referto la prima tripletta in carriera.
Il 23 febbraio 2015, in occasione della sfida contro il Levante, realizza su calcio di rigore la rete dell'1-0, ma viene espulso nel prosieguo dell'incontro per aver preso parte a un alterco con Iván Ramis: si tratta della sua prima espulsione in carriera.
Nella stagione 2015-2016 scrive una pagina significativa della storia del club: con la rete decisiva messa a segno contro il Deportivo La Coruña, raggiunge quota 35 reti in Primera División, superando lo storico primato di Enrique Porta (fermo a 34), e diventando così il miglior marcatore del Granada nel massimo campionato spagnolo.
Nel complesso, la sua esperienza in maglia rojiblanca si conclude con un bilancio di 134 presenze e 44 reti ufficiali.
Nel luglio 2016 intraprende una nuova esperienza professionale, trasferendosi all'Al-Duhail del Qatar, con cui disputa tre stagioni, di cui una quando ancora il club era chiamato Lekhwiya.
Il 6 luglio 2019 sottoscrive un contratto triennale con l'Olympiacos.
Il 27 agosto seguente sigla una doppietta decisiva nella sfida di ritorno contro il Krasnodar, contribuendo all'approdo della sua squadra alla fase a gironi della UEFA Champions League.
Dopo quattro stagioni trascorse con la compagine del Pireo, si trasferisce all'APOEL, facendo così esperienza anche nel massimo campionato cipriota. Youssef El Arabi Vi milita per una sola annata, in cui vince supercoppa e classifica marcatori del campionato.
Il 18 luglio 2025 viene ufficializzato il suo passaggio al Nantes, sancendo così il suo ritorno in Francia a distanza di quattordici anni dalla sua ultima apparizione nel calcio transalpino.

### Nazionale
Esordisce ufficialmente con la nazionale marocchina, il 4 settembre 2010 in una gara valida per le qualificazioni alla Coppa d'Africa 2012, contro la Rep. Centrafricana, entrando al 65º al posto di Mounir El Hamdaoui.

## Statistiche

### Presenze e reti nei club
Statistiche aggiornate al 18 maggio 2025.
| Stagione                     | Squadra                      | Campionato                   | Campionato | Campionato | Coppe nazionali | Coppe nazionali | Coppe nazionali | Coppe continentali | Coppe continentali | Coppe continentali | Altre coppe | Altre coppe | Altre coppe | Totale | Totale |
| Stagione                     | Squadra                      | Comp                         | Pres       | Reti       | Comp            | Pres            | Reti            | Comp               | Pres               | Reti               | Comp        | Pres        | Reti        | Pres   | Reti   |
| ---------------------------- | ---------------------------- | ---------------------------- | ---------- | ---------- | --------------- | --------------- | --------------- | ------------------ | ------------------ | ------------------ | ----------- | ----------- | ----------- | ------ | ------ |
| 2005-2006                    | USON Mondeville              | CFA                          | 4          | 0          | CF+CdL          | -               | -               | -                  | -                  | -                  | -           | -           | -           | 4      | 0      |
| 2006-2007                    | USON Mondeville              | CFA 2                        | -          | -          | CF+CdL          | -               | -               | -                  | -                  | -                  | -           | -           | -           | -      | -      |
| Totale Caen                  | Totale Caen                  | Totale Caen                  | 4          | 0          |                 | -               | -               |                    | -                  | -                  |             | -           | -           | 4      | 0      |
| 2007-2008                    | Caen 2                       | CFA                          | 23         | 1          | -               | -               | -               | -                  | -                  | -                  | -           | -           | -           | 23     | 1      |
| 2008-2009                    | Caen 2                       | CFA                          | 25         | 12         | -               | -               | -               | -                  | -                  | -                  | -           | -           | -           | 25     | 12     |
| Totale Caen 2                | Totale Caen 2                | Totale Caen 2                | 48         | 13         |                 | -               | -               |                    | -                  | -                  |             | -           | -           | 48     | 13     |
| 2008-2009                    | Caen                         | L1                           | 3          | 0          | CF+CdL          | 0               | 0               | -                  | -                  | -                  | -           | -           | -           | 3      | 0      |
| 2009-2010                    | Caen                         | L2                           | 34         | 11         | CF+CdL          | 3+0             | 2               | -                  | -                  | -                  | -           | -           | -           | 37     | 13     |
| 2010-2011                    | Caen                         | L1                           | 38         | 17         | CF+CdL          | 1+0             | 0               | -                  | -                  | -                  | -           | -           | -           | 39     | 17     |
| Totale Caen                  | Totale Caen                  | Totale Caen                  | 75         | 28         |                 | 4               | 2               |                    | -                  | -                  |             | -           | -           | 79     | 30     |
| 2011-2012                    | Al-Hilal                     | SPL                          | 21         | 12         | CPC+KC          | 1+4             | 0               | ACL                | 6                  | 4                  | -           | -           | -           | 32     | 16     |
| 2012-2013                    | Granada                      | PD                           | 31         | 8          | CR              | 1               | 0               | -                  | -                  | -                  | -           | -           | -           | 32     | 8      |
| 2013-2014                    | Granada                      | PD                           | 36         | 12         | CR              | 0               | 0               | -                  | -                  | -                  | -           | -           | -           | 36     | 12     |
| 2014-2015                    | Granada                      | PD                           | 28         | 8          | CR              | 0               | 0               | -                  | -                  | -                  | -           | -           | -           | 28     | 8      |
| 2015-2016                    | Granada                      | PD                           | 35         | 16         | CR              | 3               | 1               | -                  | -                  | -                  | -           | -           | -           | 38     | 17     |
| Totale Granada               | Totale Granada               | Totale Granada               | 130        | 44         |                 | 4               | 1               |                    | -                  | -                  |             | -           | -           | 134    | 45     |
| 2016-2017                    | Lekhwiya SC                  | QSL                          | 18         | 24         | SJC+EQC         | 1+0             | 1+0             | ACL                | 4                  | 3                  | -           | -           | -           | 23     | 28     |
| 2017-2018                    | Al-Duhail                    | QSL                          | 20         | 26         | SJC+EQC         | 1+1             | 0+1             | ACL                | 9                  | 9                  | CPC         | 2           | 2           | 33     | 38     |
| 2018-2019                    | Al-Duhail                    | QSL                          | 22         | 26         | QSC+EQC         | 4+2             | 3+2             | ACL                | 6                  | 4                  | -           | -           | -           | 34     | 35     |
| Totale Lekhwiya SC+Al-Duhail | Totale Lekhwiya SC+Al-Duhail | Totale Lekhwiya SC+Al-Duhail | 60         | 76         |                 | 9               | 7               |                    | 19                 | 16                 |             | 2           | 2           | 90     | 101    |
| 2019-2020                    | Olympiacos                   | SL                           | 25+9       | 17+3       | CG              | 4               | 0               | UCL+UEL            | 9+4                | 5+2                | -           | -           | -           | 51     | 27     |
| 2020-2021                    | Olympiacos                   | SL                           | 23+10      | 19+3       | CG              | 5               | 2               | UCL+UEL            | 7+4                | 1+3                | -           | -           | -           | 49     | 28     |
| 2021-2022                    | Olympiacos                   | SL                           | 24+10      | 10+6       | CG              | 4               | 2               | UCL+UEL            | 3+10               | 1+4                | -           | -           | -           | 51     | 23     |
| 2022-2023                    | Olympiacos                   | SL                           | 24+10      | 4+2        | CG              | 6               | 2               | UCL+UEL            | 1+8                | 0+2                | -           | -           | -           | 49     | 10     |
| 2023-2024                    | Olympiacos                   | SL                           | 7+6        | 3+1        | CG              | 0               | 0               | UEL+UECL           | 6+6                | 1+1                | -           | -           | -           | 25     | 6      |
| Totale Olympiakos            | Totale Olympiakos            | Totale Olympiakos            | 148        | 68         |                 | 19              | 6               |                    | 58                 | 20                 |             | -           | -           | 225    | 94     |
| 2024-2025                    | APOEL                        | A                            | 31         | 13         | CC              | 0               | 0               | UCL+UEL+UECL       | 4+2+7              | 0+1+0              | SC          | 1           | 0           | 45     | 14     |
| 2025-2026                    | Nantes                       | L1                           | 0          | 0          | CF              | 0               | 0               | -                  | -                  | -                  | -           | -           | -           | 0      | 0      |
| Totale carriera              | Totale carriera              | Totale carriera              | 517        | 254        |                 | 41              | 16              |                    | 96                 | 41                 |             | 2           | 2           | 656    | 313    |

### Cronologia presenze e reti in nazionale
| Cronologia completa delle presenze e delle reti in nazionale ― Marocco | Cronologia completa delle presenze e delle reti in nazionale ― Marocco | Cronologia completa delle presenze e delle reti in nazionale ― Marocco | Cronologia completa delle presenze e delle reti in nazionale ― Marocco | Cronologia completa delle presenze e delle reti in nazionale ― Marocco | Cronologia completa delle presenze e delle reti in nazionale ― Marocco | Cronologia completa delle presenze e delle reti in nazionale ― Marocco | Cronologia completa delle presenze e delle reti in nazionale ― Marocco |
| Data                                                                   | Città                                                                  | In casa                                                                | Risultato                                                              | Ospiti                                                                 | Competizione                                                           | Reti                                                                   | Note                                                                   |
| ---------------------------------------------------------------------- | ---------------------------------------------------------------------- | ---------------------------------------------------------------------- | ---------------------------------------------------------------------- | ---------------------------------------------------------------------- | ---------------------------------------------------------------------- | ---------------------------------------------------------------------- | ---------------------------------------------------------------------- |
| 4-9-2010                                                               | Rabat                                                                  | Marocco                                                                | 0 – 0                                                                  | Rep. Centrafricana                                                     | Qual. Coppa d'Africa 2012                                              | -                                                                      | 65’                                                                    |
| 9-10-2010                                                              | Dar es Salaam                                                          | Tanzania                                                               | 0 – 1                                                                  | Marocco                                                                | Qual. Coppa d'Africa 2012                                              | -                                                                      | 87’                                                                    |
| 17-11-2010                                                             | Belfast                                                                | Irlanda del Nord                                                       | 1 – 1                                                                  | Marocco                                                                | Amichevole                                                             | -                                                                      | 71’                                                                    |
| 27-3-2011                                                              | Annaba                                                                 | Algeria                                                                | 1 – 0                                                                  | Marocco                                                                | Qual. Coppa d'Africa 2012                                              | -                                                                      | 70’                                                                    |
| 4-6-2011                                                               | Marrakech                                                              | Marocco                                                                | 4 – 0                                                                  | Algeria                                                                | Qual. Coppa d'Africa 2012                                              | -                                                                      | 85’                                                                    |
| 10-8-2011                                                              | Dakar                                                                  | Senegal                                                                | 0 – 2                                                                  | Marocco                                                                | Amichevole                                                             | 1                                                                      | 46’                                                                    |
| 4-9-2011                                                               | Bangui                                                                 | Rep. Centrafricana                                                     | 0 – 0                                                                  | Marocco                                                                | Qual. Coppa d'Africa 2012                                              | -                                                                      | 75’                                                                    |
| 9-10-2011                                                              | Marrakech                                                              | Marocco                                                                | 3 – 1                                                                  | Tanzania                                                               | Qual. Coppa d'Africa 2012                                              | -                                                                      | 70’                                                                    |
| 11-11-2011                                                             | Marrakech                                                              | Marocco                                                                | 0 – 1                                                                  | Uganda                                                                 | Amichevole                                                             | -                                                                      |                                                                        |
| 23-1-2012                                                              | Libreville                                                             | Marocco                                                                | 1 – 2                                                                  | Tunisia                                                                | Coppa d'Africa 2012 - 1º turno                                         | -                                                                      | 78’                                                                    |
| 27-1-2012                                                              | Libreville                                                             | Gabon                                                                  | 3 – 2                                                                  | Marocco                                                                | Coppa d'Africa 2012 - 1º turno                                         | -                                                                      | 46’                                                                    |
| 29-2-2012                                                              | Marrakech                                                              | Marocco                                                                | 2 – 0                                                                  | Burkina Faso                                                           | Amichevole                                                             | 1                                                                      | 71’                                                                    |
| 2-6-2012                                                               | Bakau                                                                  | Gambia                                                                 | 1 – 1                                                                  | Marocco                                                                | Qual. Mondiali 2014                                                    | -                                                                      | 65’                                                                    |
| 9-6-2012                                                               | Marrakech                                                              | Marocco                                                                | 2 – 2                                                                  | Costa d'Avorio                                                         | Qual. Mondiali 2014                                                    | -                                                                      | 64’                                                                    |
| 13-10-2012                                                             | Marrakech                                                              | Marocco                                                                | 4 – 0                                                                  | Mozambico                                                              | Qual. Coppa d'Africa 2013                                              | 1                                                                      |                                                                        |
| 14-11-2012                                                             | Casablanca                                                             | Marocco                                                                | 0 – 1                                                                  | Togo                                                                   | Amichevole                                                             | -                                                                      | 65’                                                                    |
| 8-1-2013                                                               | Johannesburg                                                           | Zambia                                                                 | 0 – 0                                                                  | Marocco                                                                | Amichevole                                                             | -                                                                      | 46’                                                                    |
| 19-1-2013                                                              | Johannesburg                                                           | Angola                                                                 | 0 – 0                                                                  | Marocco                                                                | Coppa d'Africa 2013 - 1º turno                                         | -                                                                      | 71’                                                                    |
| 23-1-2013                                                              | Durban                                                                 | Marocco                                                                | 1 – 1                                                                  | Capo Verde                                                             | Coppa d'Africa 2013 - 1º turno                                         | 1                                                                      | 70’                                                                    |
| 27-1-2013                                                              | Durban                                                                 | Marocco                                                                | 2 – 2                                                                  | Sudafrica                                                              | Coppa d'Africa 2013 - 1º turno                                         | -                                                                      |                                                                        |
| 24-3-2013                                                              | Dar es Salaam                                                          | Tanzania                                                               | 3 – 1                                                                  | Marocco                                                                | Qual. Mondiali 2014                                                    | 1                                                                      | 57’                                                                    |
| 8-6-2013                                                               | Marrakech                                                              | Marocco                                                                | 2 – 1                                                                  | Tanzania                                                               | Qual. Mondiali 2014                                                    | 1                                                                      |                                                                        |
| 15-6-2013                                                              | Marrakech                                                              | Marocco                                                                | 2 – 0                                                                  | Gambia                                                                 | Qual. Mondiali 2014                                                    | -                                                                      |                                                                        |
| 7-9-2013                                                               | Abidjan                                                                | Costa d'Avorio                                                         | 1 – 1                                                                  | Marocco                                                                | Qual. Mondiali 2014                                                    | 1                                                                      |                                                                        |
| 11-10-2013                                                             | Agadir                                                                 | Marocco                                                                | 1 – 1                                                                  | Sudafrica                                                              | Amichevole                                                             | -                                                                      |                                                                        |
| 5-3-2014                                                               | Marrakech                                                              | Marocco                                                                | 1 – 1                                                                  | Gabon                                                                  | Amichevole                                                             | 1                                                                      | 85’                                                                    |
| 23-5-2014                                                              | Faro                                                                   | Mozambico                                                              | 0 – 4                                                                  | Marocco                                                                | Amichevole                                                             | 2                                                                      |                                                                        |
| 28-5-2014                                                              | Algarve                                                                | Angola                                                                 | 2 – 0                                                                  | Marocco                                                                | Amichevole                                                             | -                                                                      | 67’                                                                    |
| 6-6-2014                                                               | Mosca                                                                  | Russia                                                                 | 2 – 0                                                                  | Marocco                                                                | Amichevole                                                             | -                                                                      | 75’                                                                    |
| 3-9-2014                                                               | Casablanca                                                             | Marocco                                                                | 0 – 0                                                                  | Qatar                                                                  | Amichevole                                                             | -                                                                      |                                                                        |
| 5-9-2015                                                               | São Tomé                                                               | São Tomé e Príncipe                                                    | 0 – 3                                                                  | Marocco                                                                | Qual. Coppa d'Africa 2017                                              | 1                                                                      | 80’                                                                    |
| 9-10-2015                                                              | Agadir                                                                 | Marocco                                                                | 0 – 1                                                                  | Costa d'Avorio                                                         | Amichevole                                                             | -                                                                      | 66’                                                                    |
| 12-11-2015                                                             | Agadir                                                                 | Marocco                                                                | 2 – 0                                                                  | Guinea Equatoriale                                                     | Qual. Mondiali 2018                                                    | 1                                                                      | 72’                                                                    |
| 15-11-2015                                                             | Bata                                                                   | Guinea Equatoriale                                                     | 1 – 0                                                                  | Marocco                                                                | Qual. Mondiali 2018                                                    | -                                                                      | 76’                                                                    |
| 26-3-2016                                                              | Praia                                                                  | Capo Verde                                                             | 0 – 1                                                                  | Marocco                                                                | Qual. Coppa d'Africa 2017                                              | 1                                                                      | 85’                                                                    |
| 29-3-2016                                                              | Marrakech                                                              | Marocco                                                                | 2 – 0                                                                  | Capo Verde                                                             | Qual. Coppa d'Africa 2017                                              | 2                                                                      | 70’                                                                    |
| 27-5-2016                                                              | Tangeri                                                                | Marocco                                                                | 2 – 0                                                                  | Rep. del Congo                                                         | Amichevole                                                             | -                                                                      | 46’                                                                    |
| 3-6-2016                                                               | Radès                                                                  | Libia                                                                  | 1 – 1                                                                  | Marocco                                                                | Qual. Coppa d'Africa 2017                                              | -                                                                      | 61’                                                                    |
| 8-10-2016                                                              | Franceville                                                            | Gabon                                                                  | 0 – 0                                                                  | Marocco                                                                | Qual. Mondiali 2018                                                    | -                                                                      | 46’                                                                    |
| 9-1-2017                                                               | al-Ayn                                                                 | Marocco                                                                | 0 – 1                                                                  | Finlandia                                                              | Amichevole                                                             | -                                                                      | 46’                                                                    |
| 16-1-2017                                                              | Oyem                                                                   | RD del Congo                                                           | 1 – 0                                                                  | Marocco                                                                | Coppa d'Africa 2017 - 1º turno                                         | -                                                                      | 61’                                                                    |
| 15-11-2019                                                             | Rabat                                                                  | Marocco                                                                | 0 – 0                                                                  | Mauritania                                                             | Qual. Coppa d'Africa 2021                                              | -                                                                      | 75’                                                                    |
| 9-10-2020                                                              | Rabat                                                                  | Marocco                                                                | 3 – 1                                                                  | Senegal                                                                | Amichevole                                                             | 1                                                                      | 76’                                                                    |
| 13-10-2020                                                             | Rabat                                                                  | Marocco                                                                | 1 – 1                                                                  | RD del Congo                                                           | Amichevole                                                             | -                                                                      | 63’                                                                    |
| 13-11-2020                                                             | Casablanca                                                             | Marocco                                                                | 4 – 1                                                                  | Rep. Centrafricana                                                     | Qual. Coppa d'Africa 2021                                              | -                                                                      | 72’                                                                    |
| 26-3-2021                                                              | Nouakchott                                                             | Mauritania                                                             | 0 – 0                                                                  | Marocco                                                                | Qual. Coppa d'Africa 2021                                              | -                                                                      | 81’                                                                    |
| 30-3-2021                                                              | Rabat                                                                  | Marocco                                                                | 1 – 0                                                                  | Burundi                                                                | Qual. Coppa d'Africa 2021                                              | -                                                                      | 88’                                                                    |
| Totale                                                                 |                                                                        | Presenze                                                               | 47                                                                     |                                                                        | Reti                                                                   | 16                                                                     |                                                                        |

## Palmarès

### Club

#### Competizioni nazionali
- Ligue 2: 1

Caen: 2009-2010
- Qatar Stars League: 2

Al Duhail: 2016-2017, 2017-2018
- Coppa dello Sceicco Jassem: 1

Al Duhail: 2016
- Coppa del Qatar: 1

Al Duhail: 2018
- Coppa dell'Emiro del Qatar: 2

Al Duhail: 2018, 2019
- Coppa della Corona del Principe saudita: 1

Al Hilal: 2011-2012
- Campionato greco: 3

Olympiakos: 2019-2020, 2020-2021, 2021-2022
- Coppa di Grecia: 1

Olympiakos: 2019-2020
- Supercoppa di Cipro: 1

APOEL: 2024

#### Competizioni internazionali
- UEFA Conference League: 1

Olympiakos: 2023-2024

### Individuale
- Capocannoniere della Qatar Stars League: 2

2016-2017 (24 gol, a pari merito con Baghdad Bounedjah), 2017-2018 (26 gol)
- Capocannoniere del Campionato greco: 2

2019-2020 (20 reti), 2020-2021 (22 reti)
- Calciatore straniero dell'anno del campionato greco: 2

2020, 2021
- Capocannoniere del campionato cipriota: 1

2024-2025 (13 reti)